# Nikon F-301
Le Nikon F-301 est un appareil photographique reflex mono-objectif argentique commercialisé par la firme Nikon entre 1985 et 1990. Il est le premier appareil Nikon reflex avec moteur intégré mais le rembobinage reste manuel. Il ne possède pas d'autofocus, qui apparaitra sur le F-501 en 1986.

## Histoire
1985 est une année charnière pour les appareils photographiques reflex puisque deux innovations majeures se répandent : le chargement et armement automatique (depuis le Canon T50) et l'autofocus (Canon T80 et surtout Minolta 7000). Le F301 ne propose que le premier auquel il ajoute la lecture du Code DX.

## Caractéristiques
Reflex mono-objectif 35 mm à exposition automatique et avancement motorisé.
Le moteur intégré permet des rafales à 2,5 images par seconde mais le rembobinage se fait manuellement.
L'obturateur plan focal à rideaux métalliques défilants verticalement donne les vitesses de 1 seconde à 1/2000 s. Il synchronise jusqu'au 1/125 s.
Le viseur couvre 92 % du champ.
Exposition globale pondérée. Les modes d'exposition sont : 
- Programme standard
- Programme haute vitesse
- Priorité ouverture
- Semi automatique

Le sabot flash permet un automatisme TTL dans tous les modes et le "fill in" (débouchage des ombres) automatique.